# Pleurotomella marshalli
Pleurotomella marshalli é uma espécie de gastrópode do gênero Pleurotomella, pertencente a família Raphitomidae.